# Calpinae
Sous-famille
Les Calpinae sont une sous-famille de Lépidoptères (papillons) nocturnes de la famille des Erebidae ou des Noctuidae selon les classifications.

## Liste des taxons inférieurs
Liste des tribus et genres :
- tribu des Calpini Boisduval, 1840
  - Africalpe Krüger, 1939
  - Calyptra Ochsenheimer, 1816
  - Eudocima Billberg, 1820
  - Ferenta Walker, 1857
  - Gonodonta Hübner, 1818
  - Graphigona Walker, 1857
  - Oraesia Guenée, 1852
  - Plusiodonta Guenée, 1852
  - Tetrisia Walker, 1867
- tribu des Phyllodini Guenée, 1830
  - Lobophyllodes
  - Miniodes
  - Miniophyllodes
  - Oporophylla
  - Phyllodes Boisduval, 1832
  - Xylophylla

## Systématique
Le nom valide complet (avec auteur) de ce taxon est Calpinae Boisduval, 1840. Ce taxon a pour synonyme : Ophiderinae.